# Hacia otros mundos
Hacia otros mundos fue una saga de ciencia ficción creada en Chile en 1956. Publicada en El Peneca de la Editorial Zig Zag alcanzó a desarrollarse en 75 números con una extensión de aproximadamente 150 páginas. Escrita y dibujada completamente por Oscar Camino, es considerada su mayor obra ya que es en parte lo que le permitió recibir el Premio Nacional Periodismo mención dibujo en 1971. Esta obra cuenta la historia de un grupo de personas que viajan por el sistema solar, visitando la luna, Ganímedes, Saturno, Marte y Venus.
Hacia otros mundos es considerada la primera historieta espacial y de ciencia ficción Chilena, título que fue parte importante del mérito a su premio en 1971, y que de cierto modo se adelantó a lo desarrollado posteriormente por Themo Lobos y su revista Rocket, revista considerada como la primera publicación de ilustración relacionada con la ciencia ficción en Chile y Latinoamérica.